# AS Moulins Football
AS Moulins Football, właśc. Association Sportive Moulins Football – francuski klub piłkarski z siedzibą w Moulins.

## Historia
Klub został założony 31 października 1927 jako Association Sportive Moulinoise (AS Moulins). W swojej historii występował przez 9 sezonów w trzeciej lidze, po raz ostatni w edycji 2009/2010. W maju 2016 zbankrutował i został rozwiązany, jednak w następnym miesiącu, 14 czerwca został reaktywowany jako Association Sportive Moulins Football (AS Moulins Football).

### Historia występów w trzeciej lidze
| Sezon   | Liga       | Grupa     | Miejsce      |
| ------- | ---------- | --------- | ------------ |
| 1934/35 | CFA        | –         |              |
| 1937/38 | CFA        | –         |              |
| 1960/61 | CFA        | Sud-Ouest |              |
| 1968/69 | CFA        | Centre    |              |
| 1969/70 | CFA        | Centre    |              |
| 1970/71 | Division 3 | Centre    |              |
| 1971/72 | Division 3 | Sud-Est   |              |
| 1972/73 | Division 3 | Centre    |              |
| 2009/10 | National   | –         | 17. (spadek) |

## Reprezentanci kraju grający w klubie
Stan na grudzień 2023
|  | - Khaled Lemmouchia - Smaïl Slimani - Dieudonné Minoungou - Hamado Kassi Ouédraogo - Mahamat Hisseine - Doudou Kamata - Pedro Kamata - Mickaël Alphonse - Mangué Camara - Abdoulaye Kapi Sylla - Jean Ambrose |  | - Pierre Mercier - Emmanuel Koum - Bayiz Matsimona - Jaurès Moukila - Mansour Ramia - Jawad El Hajri - William Séry - Kola Adams - Gildas Dambeti - Affo Erassa - Koffi Olympio |